# Турнус Орест Григорович
Орест Григорович Турнус (18 травня 1932 — ?) — український радянський діяч, новатор виробництва, бригадир операторів Івано-Франківської меблевої фабрики імені Богдана Хмельницького. Герой Соціалістичної Праці (14.11.1989). Член Ревізійної комісії КПУ в 1981—1986 р. Член ЦК КПУ в 1986—1990 р.

## Біографія
Новатор виробництва. У 1970—80-х роках — бригадир операторів автоматизованої лінії фанерування меблевих щитів машинно-фанерного цеху Івано-Франківської меблевої фабрики імені Богдана Хмельницького.
Член КПРС з 1959 року. Делегат XXVI (1981) та XXVII (1986) з'їздів Комуністичної партії України.
Потім — на пенсії у місті Івано-Франківську.

## Нагороди
- Герой Соціалістичної Праці (14.11.1989)
- два ордени Леніна (,14.11.1989)
- орден «Знак Пошани»
- медалі